# Mainbrücke Obernburg
Die Mainbrücke Obernburg ist eine Straßenbrücke in Obernburg am Main (Unterfranken).
Sie überspannt mit der Staatsstraße 2308 und beidseitigen Gehwegen bei Stromkilometer 104,93 den Main und verbindet die Stadt Obernburg mit dem östlich gelegenen  Markt Elsenfeld.
Sie wurde als dritte Mainbrücke Obernburgs am 5. November 1981 eröffnet.
Die Vorgänger befanden sich stromabwärts an Stelle (und auf den Pfeilern) der heutigen Fußgängerbrücke Obernburg.
Die Brücke besteht aus einem westlichen Brückenbauwerk, einem Damm-Abschnitt, und einem östlichen Brückenbauwerk.
Das westliche Brückenbauwerk überspannt Bundesstraße 469, Radwege und Main.
Das östliche Brückenbauwerk überspannt Glanzstoffstraße und Bahnstrecke Aschaffenburg–Miltenberg.
An beiden Seiten schließen sich Brückenrampen an.
Die Bundesstraße 469 Fahrtrichtung Aschaffenburg ist über direkte Auf- und Abfahrt (ebenfalls Brückenbauwerke) an das westliche Brückenbauwerk angebunden.
Die Fahrtrichtung Miltenberg bindet ein Teilkleeblatt-Ohr von Süden an die westliche Brückenrampe an.
Die Glanzstoffstraße ist über ein Halbes Kleeblatt am Damm-Abschnitt angebunden.
Der Radweg, der angrenzende Mainanlagen Park und der Festplatz sind über die Auffahrtsrampe zur Bundesstraße Richtung Aschaffenburg und eine anschließende kurze Treppe erreichbar.
Die Brücke ist stark durch Verkehr belastet. 
Zur Entlastung ist stromabwärts, unweit der Obernburger Stadtgrenze, der Bau einer weiteren Brücke (Südbrücke Kleinwallstadt) geplant.